# Maria Cinta Balagué i Domènech
Maria Cinta Balagué i Domènech(Barcelona, 1898 - 3 de juny de 1985), funcionària de l'Ajuntament de Barcelona, fou una pionera en les emissions radiofòniques, en crear el primer programa magazín, que presentà a Ràdio Barcelona amb el pseudònim de Salus.
Va estudiar magisteri i tot seguit es va presentar a les oposicions de la Diputació. Va aprovar i va esdevenir funcionària de l'Ajuntament de Barcelona, essent la primera dona que s'integrava en la plantilla municipal. Se li va oferir una primera feina al Negociat de Cultura que s’estava creant i després va recórrer diferents departaments de l’Ajuntament –Gobernació, Negociat Central...– fins que es va jubilar, l’any 1968.
El 1926, potser gràcies al seu perfil culte, se li va oferir una secció literària femenina bisetmanal dins la programació que Ràdio Barcelona dedicava a les dones, anomenada genèricament Radio telefonía femenina. Aquesta secció, que s'emetia els dimarts i divendres a les sis de la tarda i durava entre vint i trenta minuts, radiava escrits literaris de les oients, que llegia ella mateixa. Mantenia també converses amb la pianista Emília Miret i Soler i altres col·laboradores. Balagué era, doncs, la primera persona que feia un programa de ràdio en format magazín, tancat, amb una estructura àgil, construït a base de seccions i col·laboradores que parlaven de literatura i més endavant també de temes diversos del que es considerava aleshores l'univers femení –modes o ciència domèstica, per exemple– i adreçat a un públi concret, les dones. Les col·laboradores, d’un alt nivell cultural i econòmic, eren dones que ja publicaven sobre aquestes matèries en revistes femenines de l’època.
El febrer de 1929 Balagué i les seves col·laboradores van desaparèixer de la programació i el programa fou substituït per monòlegs per a les dones.